# Egy jó házasság (film)
Az Egy jó házasság (eredeti cím: A Good Marriage) 2014-ben bemutatott amerikai pszicho-thrillerfilm, amely Stephen King azonos című novellája alapján készült, a 2010-ben megjelent Minden sötét, csillag sehol című kötetből. A főszerepben Joan Allen, Anthony LaPaglia, Kristen Connolly és Stephen Lang látható.
Bemutatója 2014. október 3-án volt.

## Cselekmény
Darcy és Bob Anderson boldog középosztálybeli házaspár két felnőtt gyerekkel. A tökeletesnek látszó élet azonban darabokra hullik, amikor Darcy bizonyítékra lel, ami szerint férje minden bizonnyal sorozatgyilkos. Hamar kiderül, hogy Bobnak több titka is van, Darcy ezért olyasmire vetemedik, amire soha nem gondolt volna…

## Szereplők
| Szerep          | Színész          | Magyar hang  |
| --------------- | ---------------- | ------------ |
| Darcy Anderson  | Joan Allen       | Kovács Nóra  |
| Bob Anderson    | Anthony LaPaglia | Kőszegi Ákos |
| Petra Anderson  | Kristen Connolly |              |
| Holt Ramsay     | Stephen Lang     | Rosta Sándor |
| Betty Pike      | Cara Buono       |              |
| Bill Gaines     | Mike O'Malley    |              |
| Donnie Anderson | Theo Stockman    |              |

## A film készítése
2012. május 19-én a ScreenDaily arról számolt be, hogy Will Battersby és Peter Askin készítik az Egy jó házasság adaptációját; Askin bejelentette, hogy Stephen King saját novellájának forgatókönyvét rendezi. 2012. szeptember 11-én bejelentették, hogy Joan Allen lesz a film főszereplője.

## Bemutató
2014. október 3-án mutatták be az Amerikai Egyesült Államokban.

## Fordítás
- Ez a szócikk részben vagy egészben  az   A Good Marriage (film) című angol Wikipédia-szócikk fordításán alapul.  Az eredeti cikk szerkesztőit annak laptörténete sorolja fel. Ez a jelzés csupán a megfogalmazás eredetét és a szerzői jogokat jelzi, nem szolgál a cikkben szereplő információk forrásmegjelöléseként.